# Kopolya
A kopolya – kiskút, gyalogkút, gödörkút, juhászkút; áradások folytán víz alá kerülő természetes mélyedés. A kopolyák mint jó halashelyek is szerepelnek.  Általában pásztorok ásták a vizenyős lapályok szélén, ahol könnyen felfakad a víz. Különösen a Duna–Tisza közén terjedt el, amikor még  nemigen voltak kőkutak.